# Reprezentacja Turcji na Mistrzostwach Świata w Narciarstwie Klasycznym 2007
Reprezentacja Turcji na Mistrzostwach Świata w Narciarstwie Klasycznym 2007 liczyła 3 sportowców. Najlepszym wynikiem było 41. miejsce Kelime Aydin w biegu kobiet na 30 km.

## Medale

### Złote medale
Brak

### Srebrne medale
Brak

### Brązowe medale
Brak

## Wyniki

### Biegi narciarskie mężczyzn
Sprint
- Sebahattin Oglago - 59. miejsce
- Muhammet Kızılarslan - 62. miejsce

Bieg na 15 km
- Sebahattin Oglago - 89. miejsce
- Muhammet Kızılarslan - 98. miejsce

Bieg na 30 km
- Sebahattin Oglago - 54. miejsce
- Muhammet Kızılarslan - nie ukończył

Bieg na 50 km
- Sebahattin Oglago - nie ukończył

### Biegi narciarskie kobiet
Sprint
- Kelime Aydin - 63. miejsce

Bieg na 10 km
- Kelime Aydin - zdyskwalifikowany

Bieg na 15 km
- Kelime Aydin - nie ukończył

Bieg na 30 km
- Kelime Aydin - 41. miejsce